# Dylan Bahamboula
Dylan Bahamboula (Grigny, 22 maggio 1995) è un calciatore francese naturalizzato congolese (Repubblica del Congo), centrocampista svincolato della nazionale congolese.

## Carriera

### Club
Ha giocato nella prima e nella seconda divisione francese.

### Nazionale
Nel 2017 ha esordito nella nazionale congolese; in precedenza aveva giocato nelle nazionali giovanili francesi.

## Statistiche

### Presenze e reti nei club
Statistiche aggiornate al 17 gennaio 2018.
| Stagione        | Squadra         | Campionato      | Campionato | Campionato | Coppe nazionali | Coppe nazionali | Coppe nazionali | Coppe continentali | Coppe continentali | Coppe continentali | Altre coppe | Altre coppe | Altre coppe | Totale | Totale |
| Stagione        | Squadra         | Comp            | Pres       | Reti       | Comp            | Pres            | Reti            | Comp               | Pres               | Reti               | Comp        | Pres        | Reti        | Pres   | Reti   |
| --------------- | --------------- | --------------- | ---------- | ---------- | --------------- | --------------- | --------------- | ------------------ | ------------------ | ------------------ | ----------- | ----------- | ----------- | ------ | ------ |
| 2014-2015       | Monaco          | L1              | 0          | 0          | CF+CdL          | 1+0             | 0               | -                  | -                  | -                  | -           | -           | -           | 1      | 0      |
| 2015-2016       | Paris FC        | L2              | 29         | 4          | CF+CdL          | 0+1             | 0               | -                  | -                  | -                  | -           | -           | -           | 30     | 4      |
| 2016-2017       | Digione         | L1              | 11         | 1          | CF+CdL          | 1+1             | 0+1             | -                  | -                  | -                  | -           | -           | -           | 13     | 2      |
| 2017-gen. 2018  | Digione         | L1              | 4          | 0          | CF+CdL          | 0               | 0               | -                  | -                  | -                  | -           | -           | -           | 4      | 0      |
| Totale Digione  | Totale Digione  | Totale Digione  | 15         | 1          |                 | 2               | 1               |                    | -                  | -                  |             | -           | -           | 17     | 2      |
| gen.-giu. 2018  | Gazélec Ajaccio | L2              | 0          | 0          | CF+CdL          | 0+0             | 0               | -                  | -                  | -                  | -           | -           | -           | 0      | 0      |
| Totale carriera | Totale carriera | Totale carriera | 44         | 5          |                 | 4               | 1               |                    | -                  | -                  |             | -           | -           | 48     | 6      |